# Acrolophia
Acrolophia là một chi phong lan, có 7 loài.

## Các loài
- Acrolophia bolusii
- Acrolophia capensis
- Acrolophia cochlearis
- Acrolophia lamellata
- Acrolophia lunata
- Acrolophia micrantha
- Acrolophia ustulata